# Educación en los museos

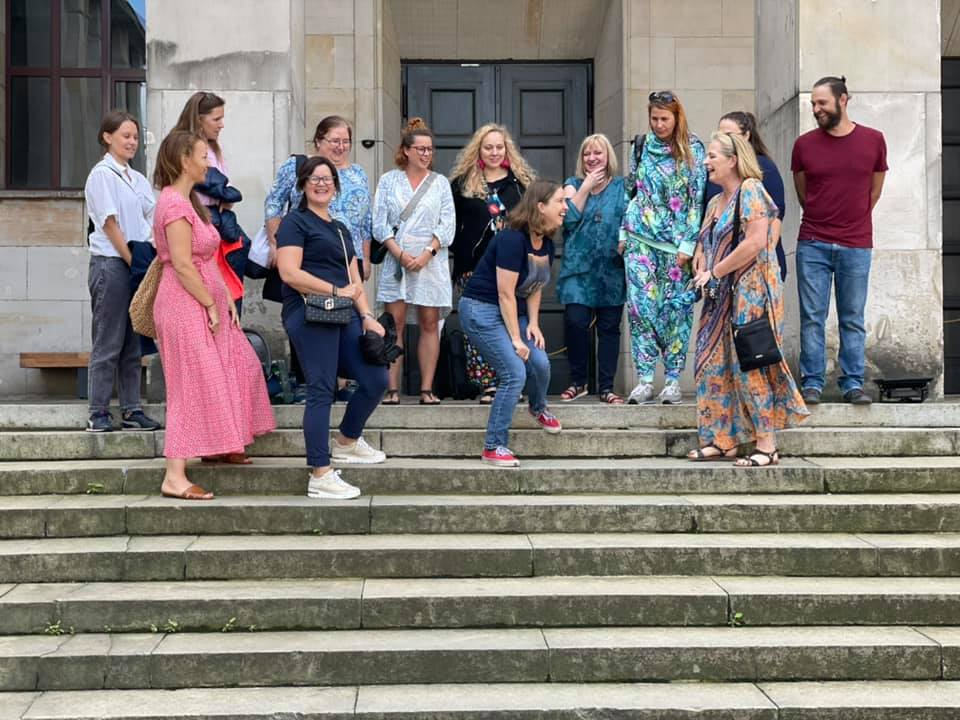
Jornada de educación frente al Museo Nacional en Varsovia (2021).

La Educación en Museos es un campo especializado de prácticas que se dedica al desarrollo y fortalecimiento del rol educativo de las instituciones y espacios de educación no formal, especialmente los museos. Su objetivo principal es acercar a los visitantes a dichas instituciones y espacios, fomentando en ellos la curiosidad y el interés por sus colecciones, a través del diseño de experiencias de aprendizaje.  
En un informe seminal llamado "Excelencia y Equidad" publicado por la Asociación Americana de Museos (ahora la Alianza Estadounidense de Museos) en 1992, el rol de la educación de los museos fue identificado como el núcleo del servicio de los museos al público. De acuerdo al reporte,"... las dimensiones públicas de museos les lleva a realizar al público servicios de educación - un término que en su sentido más amplio incluye la exploración, estudio, observación, el pensamiento critico, contemplación y dialogo." Como la educación de los museos ha desarrollado un campo de estudio de interés por derecho propio, se han hecho esfuerzos a hacer registros de su historia y a establecer una agenda de investigación para fortalecer su posición como una disciplina en el más amplio trabajo de los museos.

## Historia
La educación en museos, como un campo formal de prácticas, surge después de la Segunda Guerra Mundial. Antes de ello, el enfoque central de los museos estaba puesto sobre la investigación y conservación de sus colecciones.  
En sus inicios, la educación en museos estaba permeada por la visión de la educación formal y por el espíritu religioso de finales del siglo XIX, de acuerdo a la descripción de Benjamin Ives Gilman, quien fue secretario del Museo de Bellas Artes de Boston de 1893 a 1925: 

Para cumplir con su propósito íntegro como presentación, el museo debe hacer lo necesario en ambos sentidos. Debe organizar sus contenidos para que puedan ser observados, pero también ayudar a sus visitantes promedios a saber a lo que se refieren. Debe, al mismo tiempo, instalar sus contenidos y definir su interpretación.
Benjamin Ives Gilman

Es decir que la tarea del docente era interpretar los objetos y explicar esas interpretaciones al público, que era considerado un público ignorante al que había que educar en los contenidos de las exhibiciones. Pero esas prácticas has sufrido radicales transformaciones a partir de la adaptación de teorías pedagógicas y psicológicas a la educación en museos, así como de la implementación de estudios de públicos y del desarrollo de la investigación sobre el aprendizaje en museos. 

### La educación no formal
En su primer informe como Secretario de Estado de Educación y Cultura durante la administración de John F. Kennedy, en 1968, Philip H. Coombs hacía hincapié en el incremento de las necesidades educativas de la población mundial a partir de la Segunda Guerra Mundial. En dicho informe habla sobre le "desconcertante surtido de educación no formal y actividades de formación que constituyen —o deberían constituir— un importante complemento de la enseñanza formal en el esfuerzo total de la enseñanza de cualquier país". Para Coombs, la educación no formal tenía el potencial para satisfacer las demandas de aprendizaje de los individuos y de las colectividades, debido a la rigidez propia de los contenidos y programas de la educación formal, así como la costumbre de los países en vías de desarrollo de imitar los modelos educativos de países desarrollados, sin tener en cuenta las variantes locales culturales, económicas y sociales.
En una publicación que Coombs escribe junto con M. Ahmed, la educación no formal se define como "cualquier actividad educativa organizada fuera del sistema formal establecido -ya sea que opere por separado o como una característica importante de alguna actividad más amplia- que tiene como intención servir a una clientela de aprendices y a un objetivo de aprendizaje identificables". Posteriormente, Coombs y Ahmed añaden la idea de que la educación no formal es toda actividad educativa, sistemática, organizada fuera del marco del sistema oficial para facilitar experiencias educativas para todas las personas, sin importar edad, género, nacionalidad, situación social, económica, de salud, etc. A lo largo de su trayectoria profesional, Coombs incentiva e impulsa el desarrollo y la profesionalización de las personas a cargo de la educación no formal, lo que será determinante para el desarrollo y profesionalización de las áreas educativas en instituciones como los museos y otros espacios no formales de aprendizaje.

### Inicios de la educación en museos de arte en Estados Unidos
A la vuelta del siglo XX, los museos de arte aún eran instituciones nuevas y desconcertantes para el visitante común, a quien se le veía vagar a través de las salas sin tener una idea clara de cómo apreciar o estudiar los objetos que se exhibían. En 1906, el arquitecto J. Randolph Coolidge Jr. fue nombrado director temporal del Museo de Bellas Artes de Boston, y puso en práctica ideas para proveer un sistema de guía en las galerías. Un artículo publicado en el boletín de junio del museo ese mismo año titulado "The Educational Work of the Museum: Retrospect and Prospect" (El trabajo educativo del museo: retrospección y prospección"), incluía uno de los primeros usos del término docente y la descripción de su función: 

"Ha sido propuesto a la junta directiva considerar la asignación permanente de una o más personas de inteligencia y educación que pueden actuar como intermediaros entre los curadores y los muchos que  aprovecharían con gozo la instrucción impartida en nuestras galerías. A través de estos docentes, como ha sido propuesto llamarles, las cabezas de departamento podrán instruir a muchas más personas de las que sería posible a través de los recorridos en las galerías; y conferencias sobre las colecciones preparadas en los departamentos podrían ser impartidas regularmente por estas ayudas especialmente calificadas tanto en el museo coo en los salones de clases de las escuelas y colegios vecinos."

El programa de docentes tuvo tal éxito al juzgar por la cantidad de personas que tomaron ventaja del servicio público ofrecido por el museo que, eventualmente, se convirtió en un programa público ofertado por casi todos los museos de arte en Estados Unidos. No obstante, esta nueva práctica desencadenó discusiones en torno a las metodologías y los objetivos de los docentes. Estas discusiones reflejan la dicotomía en el pensamiento de la época con respecto a la oposición entre educación y el placer estético; la dialéctica entre estas dos ideas, aparentemente contradictorias, tuvieron un rol importante en los debates subsecuentes sobre las aproximaciones a la enseñanza a museos.
Conforme la práctica fue avanzando, el rol de los docentes también cambió: de ser guías formales y maestros en sentido estricto, los docentes comenzaron a transformarse en acompañantes y a enseñar de una manera no impositiva y tomando en consideración los intereses de los visitantes incitando apreciación y crítica autónomas. La práctica se extendió después a la ciudad de Nueva York, cuando en 1907, se nombró a Henry W. Kent como el primer supervisor de Instrucción en Museos del Museo Metropolitano de Nueva York. Entonces, el término de docente se sustituyó por el de "guía experta", aunque el propósito era el mismo: fomentar en el público "el amor por el arte, por la belleza, que será una fuente perenne de frescura y verdadero placer".
A pesar de la extensión de la práctica, el oficio de docente seguía siendo muy nuevo y la claridad de su labor, poca. Se formó un comité para formar una asociación entre los museos en Boston, Nueva York, Chicago, Detroit, Indianápolis, Philadelphia y New Jersey, para mejorar las metodologías de enseñanza, definir objetivos del trabajo, establecer indicadores de progreso y enfatizar la importancia de la profesión. La asociación no se formó, pero la entonces Asociación Americana de Museos reconoció la necesidad de apoyar estas solicitudes y, aunque la primera década de la enseñanza en las salas de los museos de arte terminó con muchas preguntas sin responder. Estos cuestionamientos sobre el objetivo central y las metodologías sigue siendo recurrente a lo largo del desarrollo de la práctica. Esta reflexión constante ha dado lugar a la organización y desarrollo de distintos formatos de programas educativos y de interpretación en los museos de arte.   

### Las décadas de 1920 y 1930
Durante las décadas de 1920 y 1930, tanto el gobierno federal de los Estados Unidos, como fundaciones privadas, comenzaron a proveer apoyo financiero para los museos, incluyendo apoyo para sus programas educativos y a veces incluso hasta apoyo para la remuneración de los docentes. La práctica educativa se expandió a otros museos incrementando el número de personas que enseñaban en ellos. De igual forma, los programas educativos comenzaron a diversificarse y a ser más específicos de acuerdo a los públicos que servían. No obstante, el formato que predominaba era el de conferencias o charlas informativas, algunos museos comenzaron a verse influenciados por el movimiento de educación progresiva en el desarrollo de sus programas de educación para adultos. De igual forma, se debatía si debía incluirse al público infantil entre el público que se servía. 
Poco a poco, los niños, las escuelas y los maestros, fueron convirtiéndose en prioridad, lo que abrió nuevas prácticas y nuevas problemáticas: cómo adaptar los contenidos del museo a los contenidos del plan curricular de las escuelas; cuáles eran las expectativas de los maestros y del personal administrativo de las escuelas acerca del propósito educativo del museo. Igualmente, la inclusión de las ideas de la filosofía de educación progresiva se fueron haciendo más evidentes, pues las artes ofrecen un campo fértil para la experimentación y el desarrollo de la creatividad. Esta teoría educativa proveyó al campo de la educación en museos, aún en formación, de nuevas ideas, técnicas y métodos, aunque también fue considerado por algunos como en un estado caótico.

### Las décadas de 1940 y 1950
Durante el inicio de la década de 1940, la capacitación y preparación profesional del personal dedicado a la educación en los museos se convirtió en uno de los principales, pues no existía ningún grado en las universidades que se especializara en la enseñanza en museos. Tampoco existían publicaciones o artículos especializados al respecto, y a pesar del boom durante la década anterior de la historia del arte, la formación en ésta disciplina no era suficiente como área de especialización para ejercer la profesión de maestro en museos, pues no era deseable que el instructor recitara en las salas la información aprendida en sus clases de historia o historia del arte. Por otro lado, debido a la diversidad de los públicos que atendían y a pesar de la complejidad de la tarea de educarlos, los museos también empezaron a contratar voluntarios para llevar a cabo las tareas docentes. Durante la década de 1950 incrementó considerablemente el número de visitantes a museos y, por tanto, el número de voluntarios también, no sin la oposición y resistencia de algunas instituciones. Los cuestionamientos sobre el objetivo central de la educación en museos seguían vigentes, y los educadores de museos continuaron con la experimentación en cuanto a diseño de experiencias para los grupos que atendían, qué tanta información daban al grupo, qué preguntas hacían para incitar la reflexión y discusión de los visitantes, y qué tanto centrarse en la experiencia estética en vez de la instrucción en historia del arte. La Segunda Guerra Mundial puso a prueba el ideal estético:

"La guerra provocó un flujo de reflexión sobre la naturaleza y dirección de la civilización humana, incluyendo muchas discusiones sobre la obligación patriótica de los museos de hacer claros los valores sobre los que se fundó la civilización occidental. En dichas circunstancias, la apreciación estética tendría que diferir del entendimiento de las obras de arte como encarnaciones de los valores históricos y culturales."

Entonces, los cuestionamientos sobre la función de la enseñanza en museos de arte comenzaron a girar en torno a cómo examinar esos valores, cómo estimular la reflexión sobre el pasado para arrojar luz hacia el futuro. Las visitas a salas empezaron entonces a enfatizar más la discusión y la participación de los visitantes, así como una relación más igualitaria entre "maestro" y "estudiante". La discusión en salas comienza a tener un papel central en las experiencias educativas en museos, y el rol del educador comienza a cambiar. En palabras de Robert Tyler Davis:

"El educador del museo, esta vez en el papel de instructor, se encontrará a sí mismo como el líder de la discusión, preocupado por relacionar la esencia de la experiencia humana expresada en las artes visuales con las experiencias más comunes de la cotidiana." 

### Las décadas de 1960 y 1970
Durante 1960 muchos museos nuevos abrieron y durante 1970 el número de visitantes incrementó de manera considerable. Lo mismo sucedió con el número de voluntarios: para 1971, casi el 75% de los museos de arte tenían voluntarios a su servicio, y más de dos tercios de los 35,600 miembros del personal de los museos de arte eran voluntarios; el porcentaje más alto de ese grupo trabajaba en educación. Los observadores comenzaron a cuestionar por qué los museos personal no profesional y no pagado para la enseñanza en salas, a pesar de incrementos en el apoyo financiero del gobierno de los Estados Unidos a la educación y las artes. 
De igual manera, las décadas de 1960 y 1970 fueron periodos de agitación política y de activismo intenso. Esto llevó a los museos a reflexionar sobre su relevancia social, y respondieron con exhibiciones que atrajeran a las audiencias que protestaban por la discriminación racial, sexual, etc., que en ocasiones resultaron controversiales. Igualmente, respondieron con un incremento de los programas educativos ofertados, dentro de los que comenzaron a popularizarse los programas de creación artística. Muchos otros departamentos de educación comenzaron a cambiar el formato de visitas guiadas por el de actividades más interactivas diseñadas para alentar la participación, el descubrimiento y la estimulación de la curiosidad natural de los niños, y empezaron a incluir otras disciplinas artísticas en la enseñanza el arte, como teatro y música. Gracias a este cambio en los discursos y en las prácticas comenzó a haber un consenso entre los educadores en museos sobre el hecho de que aprender a ver arte y a hablar sobre ella no se limitaba a discutir el contexto histórico. El acercamiento a los objetos artísticos entonces comenzó a cambiar.

### La década de 1980
Esta década se caracterizó por una nueva revisión de los objetivos centrales de la práctica educativa en los museos de arte, también por las críticas hacia el campo por la falta de investigación sobre el fundamento e impacto de estas nuevas prácticas de enseñanza en las audiencias. En 1987, el Centro Getty para la Educación y las Artes y el Museo J. Paul Getty patrocinaron un proyecto de investigación sobre las percepciones y actitudes de los visitantes hacia los museos de arte. El estudio duró dos años y fue un intento pionero por ganar un entendimiento más profundo sobre las experiencias de los visitantes en los museos de arte. No obstante, la relación entre los estudios de público y la enseñanza en salas siguió abierta y los educadores seguían bregando por contestar a los cuestionamientos sobre los objetivos, el tema, y los métodos de la enseñanza en museos, y por formular un marco teórico para contenerlos.

### La década de 1990 y los inicios del nuevo milenio
Para 1990, después del inicio de los estudios de públicos, comenzó a enfatizarse el aprendizaje centrado en los visitantes y, para algunos, el verdadero problema estaba reducir la brecha entre la cultura de los visitantes expertos y la de los visitantes promedio. Esto se vio influenciado por un cambio de paradigma, desde las ciencias humanas, en la concepción del individuo como hacedor de sentido, lo que, a su vez, cambio la manera de entender la interpretación en museos. Se pasó de la visión de Gilman de ayudar al visitante a adivinar lo que los artistas nos quieren decir con sus creaciones, a la práctica educativa de guiar al visitante para que él mismo haga sentido de la obra a partir de lo que le es relevante, y genere su propio significado sobre la misma. Este tipo de experiencias están sustentadas por la aplicación de la teoría del constructivismo. Dentro del marco de la pedagogía constructivista adaptada al espacio del museo, el significado de los objetos y de las obras de arte no les es inherente, sino que se crea por los visitantes en la medida en que éstos interactúan con ellos. La visión constructivisa apela por el empoderamiento de los visitantes para que ellos mismos generen sus propias interpretaciones. Este acercamiento requiere que los educadores desarrollen habilidades específicas como escuchar activamente, generar preguntas que inciten a la reflexión y participación, facilitar y acompañar la investigación de los objetos por parte de los públicos -a lo que Jerome Bruner se refiere como andamiaje en relación con la teoría de la Zona de desarrollo próximo de Lev Vygotski-. 
A la par de la utilización de estas teorías en la educación en museos, el educador en museos Philip Yenawine y la psicóloga cognitiva Abigail Housen, crearon un plan curricular para ayudar a los maestros a facilitar discusiones sobre obras de arte con sus alumnos en el salón de clase. Esta estrategia se conoce como Estrategias de Pensamiento Visual (VTS por sus siglas en inglés: Visual Thinking Strategies). El método utiliza tres preguntas base diseñadas para ayudar a los maestros a facilitar discusiones que empoderen a sus estudiantes alentándolos a desarrollar sus propias interpretaciones de las obras de arte, y aconseja a los maestros o facilitadores a no proporcionar ningún tipo de información contextual acerca de las obras, el autor o su contexto histórico para que lograr la observación activa por parte de los estudiantes. Este método se opone radicalmente a la enseñanza tradicional que ve al estudiante o aprendiz como receptor pasivo, pero también deja completamente abierta la interpretación de los objetos artísticos al no admitir ningún tipo de información contextual para complementar las observaciones del público. Esta apertura sigue generando controversia pues, como se publicó en el informe de 1991 del Centro Getty para la Educación y las Artes y el Museo J. Paul Getty citado anteriormente, la información ayuda y aumenta la capacidad de apreciación del arte, pues mientras más saben los visitantes acerca de una obra y su trasfondo, mayor es la conexión con la misma.

## La actualidad y sus retos
Para los educadores en museos, la pregunta crucial actualmente es qué significan estos cambios en la concepción de la interpretación en términos pedagógicos. La tarea central de la enseñanza en museos parece simple, pero sigue siendo una disciplina relativamente nueva y las dinámicas de interacción entre los museos y sus públicos sigue transformándose y la educación en museos tiene que seguir adaptándose a estos cambios.  
Actualmente existen varios programas universitarios para la especialización en la educación en museos y la educación artística, además de los más generales en estudios de museos, y nuevas adaptaciones se siguen haciendo en los departamentos educativos de los museos para responder mejor a los retos que la sociedad contemporánea plantea. Un ejemplo de ello es la iniciativa del Institute of Museum and Libraries Services (Instituto de Servicios de Museos y Bibliotecas) de crear el proyecto Museos, bibliotecas y habilidades para el siglo XXI cuyo objetivo es subrayar el papel crítico que tienen los museos y las bibliotecas de ayudar a los ciudadanos a desarrollar las habilidades necesarias para responder a las demandas profesionales del mundo contemporáneo, entre las que se encuentran comunicación, alfabetismo tecnológico, pensamiento crítico, resolución de problemas, creatividad, alfabetismo cívico, y conciencia global.

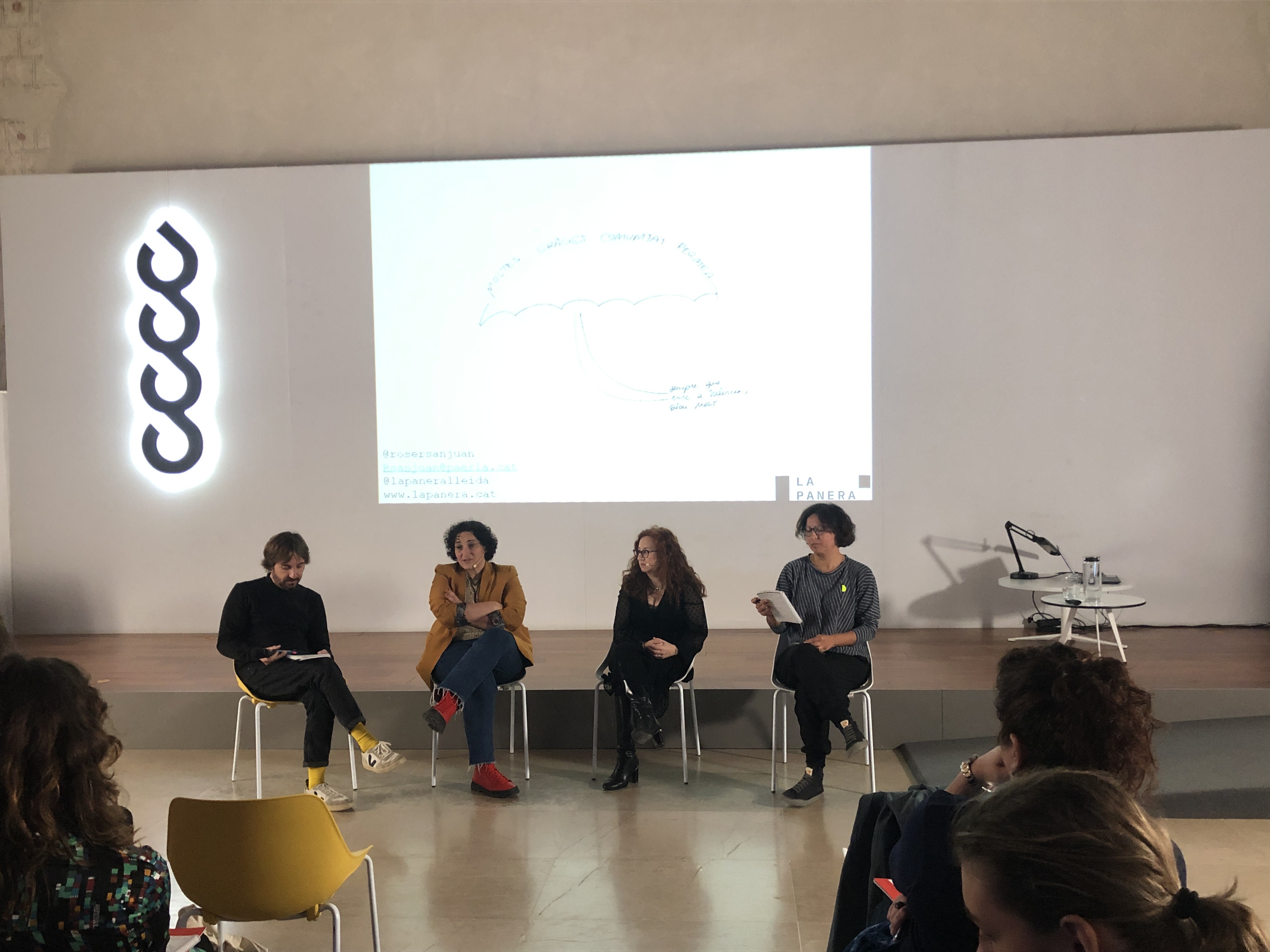
Jornadas Educación y Museos en el Centro del Carmen Cultura Contemporánea dentro del programa PERMEA, 2022

En el contexto español encontramos el Programa Experimental de Mediación y Educación a través del Arte, también conocido por las siglas PERMEA, un programa de Máster orientado a la formación de mediadores culturales que desarrollen su trabajo tanto en el ámbito de los museos y centros culturales como en otros espacios educativos y comunitarios.       
Otra de las preocupaciones crecientes de los museos es construir una sociedad más incluyente. En respuesta a esta necesidad, se ha ampliado la labor de los departamentos de educación para incluir áreas que se dedican al desarrollo de programas para personas con discapacidad; programas hacer conciencia sobre la diversidad de género; programas de responsabilidad social. A este respecto, hay también nuevas teorías y filosofías de las que se echan mano para el diseño de dichos programas y experiencias educativas, como el Diseño universal, el Design thinking, entre muchas otras, que complementan el constructivismo y la pedagogía progresista, que siguen siendo vigentes.         

## Publicaciones
- Excelencia en Practica: Principales Museos de Educación y Estándares[14] fue desarrollada por el Comité de Educación y la Asociación de Museos como una guía de ayuda e información de practica de Educación en Museos.
- El Diario de Museo de la Educación (JME)[15]  es un diario que cubre la teoría, información y practica de la educación de museos de la mesa redonda de la Educación en los Museos.[16] Artículos escritos por museos, educación, y profesionales de la investigación.  El Monitor de la Educación en Museos[17]  es un boletín de correo electrónico mensual que rastrea y registra la investigación y recursos de los museos de educación de todo el mundo.

- Amengual Quevedo, Irene (2015). "A ras del suelo. La educación en museos como encrucijada de discursos, pedagogías, experiencias compartidas y mucho más", Gijón, Ediciones Trea.

- Bosch, María Acaso López; Suárez, Eva Alcaide; Cerro, Noelia Antúnez del (2011). Perspectivas: situación actual de la educación en los museos de artes visuales. Ariel España. ISBN 978-84-08-10260-1. Consultado el 18 de mayo de 2023.
- Pizarro, Belén Sola (2019). Exponer o exponerse: la educación en museos como producción cultural crítica. Los Libros de la Catarata. ISBN 978-84-9097-693-7. Consultado el 18 de mayo de 2023.
- VVAA (2022). Comisariado ¿pedagógico? Exploraciones transformadoras de la práctica curatorial. Los Libros de la Catarata.